# Basil Hansen
Basil I. Hansen (* 10. Juli 1926 in Melbourne; † 2. Januar 2015) war ein australischer Eishockeyspieler.

## Karriere
Basil Hansen nahm für die australische Nationalmannschaft an den Olympischen Winterspielen 1960 in Squaw Valley teil. Mit seinem Team belegte er den neunten und somit letzten Platz. Er selbst kam im Turnierverlauf zu vier Einsätzen und erzielte bei der 3:11-Niederlage gegen Japan ein Tor.